# Zapadno bojište (Prvi svjetski rat)
Zapadno bojište bilo je najznačajnije bojno polje Prvog svjetskog rata. Otvorila ga je Njemačka vojska okupacijom Luksemburga i Belgije preko čijih teritorija je namjeravala uspostaviti kontrolu na industrijskim područjima Francuske. Brzo napredovanje njemačkih snaga zaustavljeno je Bitkom na Marni gdje pobjeđuju snage Antante.
Nakon ove bitke, sukobljene strane utvrdile su svoje položaje na crti bojišnice koja se protezala od Sjevernog mora sve do švicarske granice s Francuskom, i otpočele su pozicijski ili rovovski rat. U svojoj osnovi, crta bojišta je ostala gotovo nepromijenjena većim dijelom rata.
U razdoblju od 1915. do 1917. godine izvedeno je nekoliko velikih ofenziva na ovom bojištu. Pješačkim napadima uvijek je prethodila masivna topnička priprema. No kombinirana obrana mitraljeskim gnijezdima, postavljenim nizovima bodljikave žice i topništva, kao i dobro utvrđenim rovovima, pješaštvo nije uspijevalo postići značajnije uspjehe.
Neuspjehe u konvencionalno vođenim borbama obje strane pokušavale su nadomjestiti korištenjem novih tehnologija: avijacije, bojnih otrova i tenkova koje su tijekom rata usavršavali. No, niti ovi napori nisu donijeli odlučujuću prevlast ni jednoj strani.

## Početak - Njemačka invazija Francuske i Belgije
Ratne operacije Prvog svjetskog rata otpočele su njemačkim provođenjem modificiranog Schieffenovog plana. Trebalo je masivnim prodorom (na zapadu je koncentrirano sedam njemačkih armija) brzo napasti Francusku prodorom preko neutralne Belgije, a zatim zaokrenuti prema jugu radi okruženja francuskih snaga duž njemačke granice. Njemačke armije napale su Belgiju 4. kolovoza 1914. Prije toga, 2. kolovoza, bez objave rata i bez otpora, okupirali su Luksemburg. Prva bitka u Belgiji bila je Bitka za Liège koja je potrajala od 5. do 16. kolovoza. Grad je bio dobro utvrđen a njemačka armija iznenađena razinom otpora. No, njemačko teško topništvo uspjela je za nekoliko dana ključne utvrde pretvoriti u ruševine. Nakon pada Liègea, belgijska se vojska povukla u Antwerpen i Namur. Iako je glavnina njemačke vojske zaobišla Antwerpen, to je ostalo prijetnja njihovom desnom krilu. Slijedila je opsada Namura, od 20. do 23. kolovoza.
Francuska vojska imala je pet armija raspoređenih uz svoju granicu. Njihov prijeratni ofenzivni plan predviđao je okupaciju Elzasa i Lorene nakon izbijanja neprijateljstava. 7. kolovoza Francuzi napadaju Lorenu s ciljem osvajanja Mulhousa i Colmara. Glavna ofenziva počela je 14. kolovoza napadom prema Sarrebourgu i Morhangeu u Loreni. Pridržavajući se Schlieffenovog plana, Nijemci su se polako povlačili nanoseći pri tome Francuzima ozbiljne gubitke. Francuske 3. i 4. armija napredovale su prema Saaru dok ih njemačke rezervne snage Bitkom za Elzas nisu prisilili na povlačenje.
Njemačka vojska u svom prodoru kroz Belgiju uzrokovala je velike patnje civilnog stanovništva. Ratni zločini koji su počinjeni u tom razdoblju postali su poznati pod nazivom silovanje Belgije. Kad je osnovna ofenzivna namjera Nijemaca postala jasna, general Joseph Joffre počeo je ojačavati svoje lijevo krilo u sjevernoj Francuskoj, no bilo je kasno da bi na granici zadržao njemačke snage. Nakon prelaska preko Belgije, Luksemburga i Ardena, Nijemci se u drugoj polovici kolovoza sukobljavaju na sjeveru Francuske sa snagama generala Joffrea i Britanskim ekspedicijskim snagama u nizu bitaka poznatih pod zajedničkim imenom Granične bitke prisiljavajući ih na povlačenje.
Njemačke snage stigle su na oko 70 km od Pariza, gdje se u Prvoj bitki na Marni (6. – 12. rujna) sukobljavaju s francuskim i britanskim snagama. Prodor Nijemaca u Francusku time je zaustavljen, a osnovni ratni cilj brzog osvajanja francuskih industrijskih područja osujećen. Nijemci su se povukli do rijeke Aisne gdje se bojište stabiliziralo. U obostranim pokušajima da obuhvate protivnikovo zapadno krilo, težište borbi premještalo se sve do Sjevernog mora uz niz bitaka pod nazivom Trka k moru. Zbog obostrane iscrpljenosti bojište se u listopadu stabiliziralo i nastupilo je razdoblje pozicijskog odnosno rovovskoga rata. Uspostavljeni su i obrambeni sustavi koji su se protegli od Sjevernog mora sve do švicarske granice.
Pod njemačkom okupacijom ostala je gotovo cijela Belgija i nekoliko sjevernofrancuskih departmana. Posljedica toga bila je da su Nijemci u svojim rukama imali 64% francuske proizvodnje sirovog željeza, 24% proizvodnje čelika i 40% ukupnih rudnih kapaciteta. To je imalo ozbiljne, ali ne i presudne posljedice za francusku industriju.
Bojišnicu na strani Antante držale su armije pojedinih saveznika tako, da je svaka nacija branila svoj dio. Od obale na sjeveru prvo su bile snage Belgije, Britanskog Carstva i Francuske. Nakon Bitke za Yser koja je vođena u listopadu, belgijske snage kontrolirale su 35 km dugački odjeljak bojišnice od obale flandrijskog teritorija duž rijeke Yser i kanala Yperlee, od Nieuporta do Boesingha. Južno je bio odjeljak Britanskih ekspedicijskih snaga. Tu su od 19. do 22. studenog njemačke snage pokušale zadnji proboj tijekom 1914. godine u Prvoj bitki za Ypres. Obje strane su imale velike gubitke, no proboj nije uspio. U vrijeme Božića britanske snage kontrolirale su crtu od kanala La Bassée do južno od St. Eloi u dolini Somme. Preostalu bojišnicu do švicarske granice držali su Francuzi.

## Pat pozicija - Položaji se ne mijenjaju
Zapadna bojišnica oblikovala se ukapanjem frontova Nijemaca i snaga Antante u razdoblju od listopada pa do pred kraj 1914. godine i nije se značajnije pomicala čitavo vrijeme rata, osim njemačkog povlačenja do defanzivnih položaja na Siegfriedovoj liniji 1917. i njemačke ofenzive u proljeće 1918. godine.
Ova bojišnica donijela je strahovite patnje vojnicima obaju strana. Ovo uključuje velike napade pješaštva protiv snažno utvrđenih položaja branjenih strojnicama, rat bojnim otrovima, topničke napade koji su trajali danima i topničke dvoboje u do tada neviđenim razmjerama, prve zračne bitke i prelaženje pješaštva obaju strana preko neprijateljskih minskih polja. Tu su poginuli ili ranjeni milijuni vojnika. Stotine tisuća poginulih leže sahranjeni na stotinama vojnih groblja duž zapadne bojišnice ili i do danas nisu nađeni u razorenoj i samo mukotrpno rekultiviranoj zemlji.
Borbena djelovanja - prije svega intenzivno korištenje topništva - ostavila su mjestimično prava polja kratera. Crta bojišnice ovog pozicijskog rata može se razaznati na mnogim mjestima i danas, gotovo čitavo stoljeće kasnije.

## Nastavak i svršetak vojnih operacija
Nijemci su u travnju 1915. kod Ypresa prvi uporabili bojne otrove. Do kraja 1915. nije bilo značajnih pomaka usprkos velikim borbama i golemim gubicima na objema stranama. U veljači 1916. Nijemci su počeli veliku ofenzivu kraj Verduna, koja je trajala do sredine srpnja bez zamjetnog uspjeha. Britanci i Francuzi odgovorili su ofenzivom na rijeci Sommi od srpnja do studenog u kojoj su prvi put uporabljeni tenkovi, ali njemačka obrana nije probijena.
U 1917. inicijativa je bila uglavnom u rukama Francuza i Britanaca, koji su proveli nekoliko neuspjelih operacija. Posljednja je bila potkraj godine kraj Cambraia u kojoj su masovno upotrijebljeni tenkovi. Najveća novina bio je ulazak SAD-a u rat i dolazak prvih američke snaga na ratište. Izbacivanje Rusije i Rumunjske iz rata Nijemci su iskoristili da pojačaju snage na Zapadu i pokušaju postići rješenje prije masovnog dolaska američkih snaga.
Od ožujka do srpnja 1918. Nijemci su u pet ofenziva pokušali postići pobjedu, ali bez uspjeha. Saveznici su u protuudaru od srpnja do sredine rujna primorali Nijemce da se povuku na Siegfriedovu crtu. Istodobno sa savezničkim napadima, u Njemačkoj je u studenom izbila revolucija, proglašena je republika i 11. studenog 1918. potpisana kapitulacija njemačke vojske.
- Zapadno bojište 1917.
- Završne njemačke operacije 1918.
- Završne savezničke operacije 1918.

## Posljedice
Usprkos njemačkim uspjesima drugdje, rat na zapadnom bojištu prisilio je Nijemce i njihove saveznike da zatraže mir. Rezultat je bio, da su na Pariškoj mirovnoj konferenciji 1919. uvjete za mir određivale Francuska, Velika Britanija i SAD. Skopljen je Versajski ugovor.
Uvjeti ugovora obogaljili bi Njemačku kao gospodarsku i vojnu silu. Versajskim ugovorom područja Elzasa i Lorene vraćeni su Francuskoj, što je ograničilo količinu raspoloživog ugljena za njemačku industriju.